# Митерстрич (Болцано)
Митерстрич је насеље у Италији у округу Болцано, региону Трентино-Јужни Тирол.
Према процени из 2011. у насељу је живело 80 становника. Насеље се налази на надморској висини од 1220 м.